# Roman Fjodorovič Ungern von Sternberg
Roman Fjodorovič Ungern von Sternberg, někdy též zvaný pro své excentrické chování a odvahu Šílený Baron či pro svou krutost Krvavý Baron (rusky: Роман Фёдорович Унгерн фон Штернберг, narozen 29. prosince 1885 ve Štýrském Hradci a popraven 15. září 1921 v Novosibirsku) byl ruský armádní důstojník baltskoněmeckého původu, účastník ruské občanské války a po určitou dobu i vojenský diktátor Vnějšího Mongolska.
Přestože se narodil jako von Ungern-Sternberg, používal jméno Ungern von Sternberg (v překladu do češtiny Nerad ze Šternberku). Pod jménem Ungern von Sternberg byl znám i za doby svého života.

## Mládí

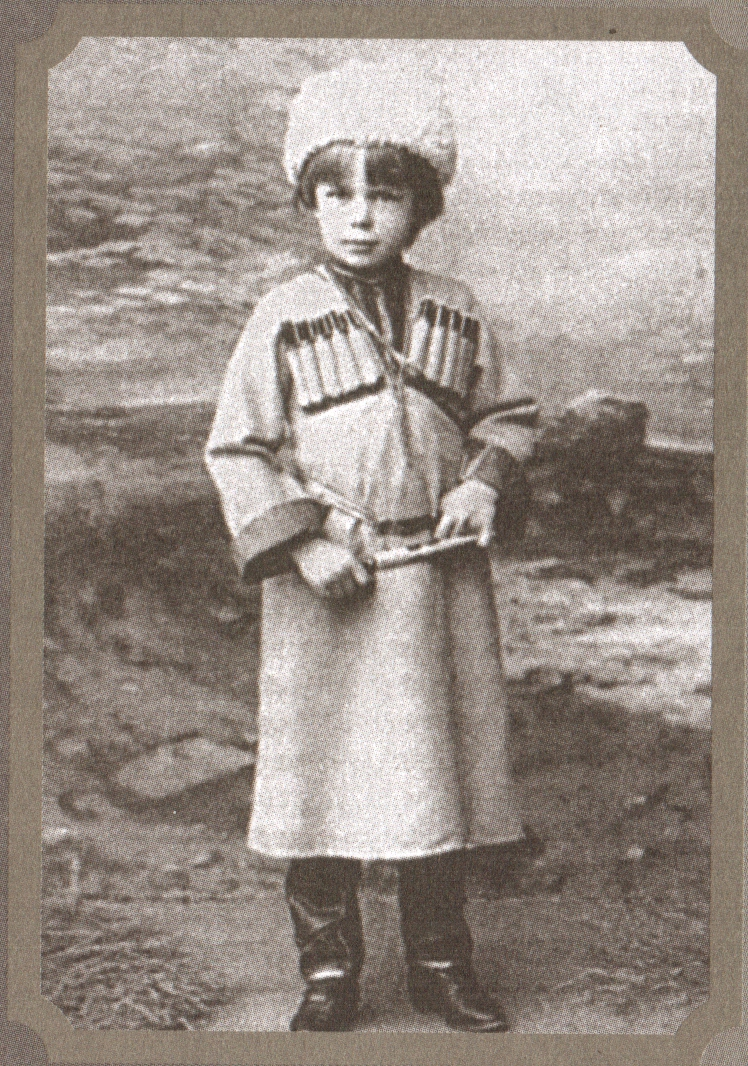
Ungern von Sternberg ve věku sedmi let

Ungern von Sternberg se narodil v Rakousku, ve Štýrském Hradci, do rodiny baltských Němců. V roce 1888 se jeho rodina odstěhovala do Revalu (nyní Tallinn), kde se o tři roky později rozpadla. Byl vychováván tedy nevlastním otcem Oscarem von Hoyningen-Huene.
Z gymnázia byl pro špatné chování vyloučen. V roce 1896 začal studovat námořní školu. Tuto školu však rok před dokončením opustil, aby se mohl zúčastnit rusko-japonské války. Na Dálný Východ však dorazil až po skončení bojů. V roce 1908 absolvoval petrohradské Pavlovské pěchotní učiliště.

## Vojenská služba
Od roku 1908 sloužil v Zabajkalském kozáckém vojsku. Zde se poprvé setkal s Mongoly a Burjaty a velice ho nadchl styl jejich života. V roce 1913 vojenskou službu přerušil a cestoval po Mongolsku. Poté se vrátil za rodinou do Revalu.
V první světové válce sloužil v 2. armádě generála Samsonova v Haliči a ve Východním Prusku. Během bojů si vybudoval pověst sice velice statečného, ale také bezohledného a nervově labilního velitele. Získal i několik vojenských vyznamenání, ale neustálá nekázeň a neposlouchání rozkazů mu cestu k vyšším vojenským kruhům uzavřely.
Po Únorové revoluci byl poslán na Kavkaz bojovat proti Turkům. V dubnu začal organizovat vojenské oddíly místních Asyřanů. Asyrská jednotka pod jeho velením dosáhla několika vítězství, ale válka pro Rusko skončila i tak katastrofou.

## Ruská občanská válka
Po Říjnové revoluci se prohlásil za věrného rodu Romanovců a začal se aktivně účastnil ruské občanské války na straně odpůrců bolševiků.
Ungern von Sternberg vytvořil Asijskou jízdní divizi, která se stala součásti vojsk atamana Semjonova. Vojsko mělo velice pestré složení mezi jinými zahrnovalo Rusy, Burjaty, Tatary, Mongoly, Číňany, Japonce, Poláky a mnoho dalších. Pro svoji nelítostnost a brutalitu si vysloužilo přezdívku Zuřivá divize. Jako ostatní bílí generálové i Ungern von Sternberg využíval jako typický způsob zásobování armády rabování. Jako velice výhodné se ukázalo přepadat vlaky na Transsibiřské magistrále. Vlaky zásobovaly Kolčakovo vojsko na Sibiři a na druhou stranu převážely majetky Rusů a Číňanů utíkajících z Ruska.
Ataman Semjonov ho dosadil na pozici guvernátora Zabajkalska. Ungern von Sternberg využil svou Asijskou jízdní divizi a rozpoutal na svěřeném území teror. Jeho chování mu vyneslo přezdívku Šílený baron. Semjonov a Ungern von Sternberg se nestali součástí bílé armády centrálně vedené admirálem Kolčakem, ale působili formálně samostatně. Jejich aktivity byly ale finančně i materiálně podporovány Japonci, kteří viděli v občanské válce možnost ovládnout východní Sibiř. Pro bílé generály, kteří viděli Rus jako silnou a nedělitelnou, se stali vlastizrádci.

## Ungernův sen o Mongolské říši
Ungern viděl v monarchii jediný systém, který dokáže civilizaci ochránit před korupcí a sebezničením. Začal prosazovat myšlenku znovuvytvoření Mongolské říše s příslušníky dynastie Čching v čele. Nástupcem na mongolském trůnu se měl stát 8. Bogdgegén.
Vycestoval tedy do Mandžuska, kde chtěl navázat kontakty s místními monarchistickými kruhy. Jeho cesta se vydařila nadmíru. Ungern se dokonce v červenci 1919 oženil s mandžuskou princeznou Ji, která přijala jméno Elena Pavlovna Ungern-Sternberg. Manželství se uskutečnilo z ryze politických důvodů, jelikož princezna byla příbuznou významného čínského generála Zhang Kuiwu. Spolu manželé komunikovali v angličtině.

## Ungernova vláda v Mongolsku

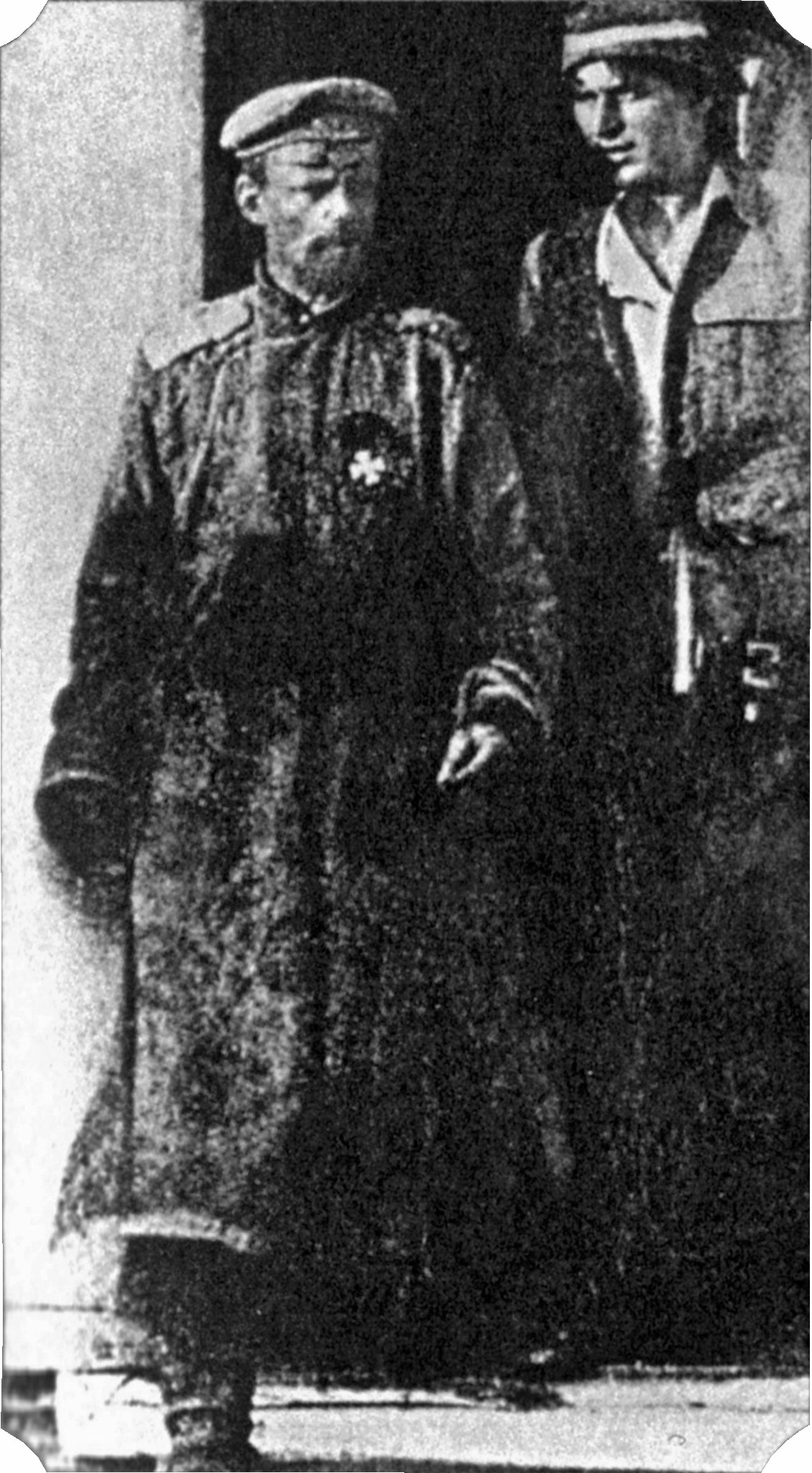
Ungern v roce 1921

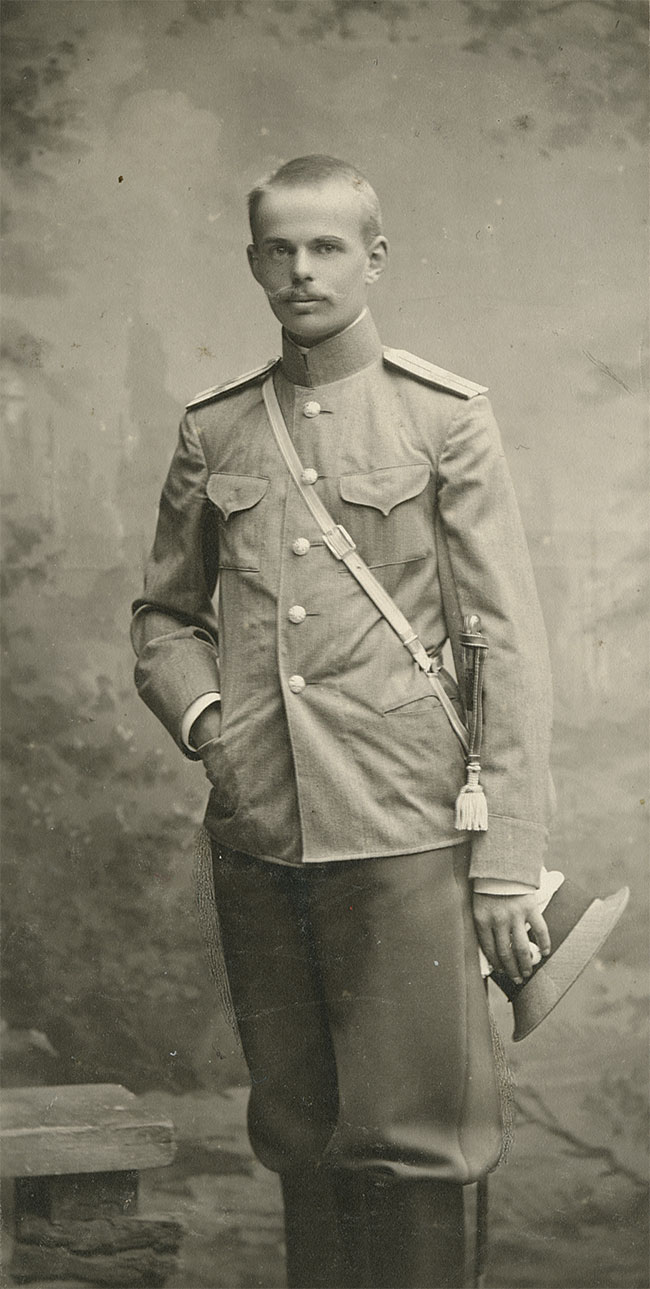
Ungern asi v roce 1920

Na začátku roku 1920 začala bílá armáda pomalu kolabovat. Rudým se podařilo porazit bělogvardějce na Ukrajině, Kolčakova vláda na Sibiři zcela zkolabovala a admirál Kolčak byl popraven. Japonci se před sílícími bolševiky začali stahovat ze Zabajkalska a ataman Semjonov se chystal utéct do Mandžuska. I přes velice nepříznivou situaci se rozhodl Ungern provést svůj monarchistický plán v Mongolsku. Vypověděl spojenectví se Semjonovem a připravil svá vojska pro vpád do Mongolska.
V říjnu 1920 jeho Asijská jízdní divize v počtu nepřevyšujícím 800 mužů vpadla do Vnějšího Mongolska. Mongolsko vyhlásilo samostatnost již v roce 1911, avšak jeho samostatnost byla uznána pouze Tibetem. V roce 1920 již bylo obsazeno čínskými republikánskými vojsky. Ungernu von Sternberg se podařilo osvobodit vládce Mongolska Bogdgegéna z čínského zajetí a (na druhý pokus) vyhnal čínská vojska (v počtu okolo 2 000 mužů) z Chüré (dnešního Ulánbátaru). Dostalo se mu podpory místních Mongolů, kteří se chtěli zbavit čínské okupace. Dokázal obsadit několik měst a čínských hraničních pevností. Postupem doby se mu podařilo vytlačit čínské síly z celého
Vnějšího Mongolska.
Mongolsko bylo vyhlášeno nezávislým královstvím pod teokratickou vládou Bogdgegéna, který však vládl pouze formálně. Faktickým vládcem se stal Ungern. Ten přijal buddhismus a soustředil ve svých rukou prakticky veškerou moc. S oblibou nosil mongolský oděv a přijal vystupování asijského despoty. Začal vydávat i vlastní měnu – mongolský dolar. Jeho vláda byla mimořádně krutá. V Chüré proběhly pogromy vůči Číňanům, Židům, bolševikům a všem, kdo byli podezříváni z jejich podpory. Některé jeho činy svědčí o tom, že Ungern byl psychicky silně narušená osobnost a zřejmě sadista. Nechal např. zajaté bolševiky zaživa stáhnout z kůže a jejich kůží potáhnout své sedlo nebo namáčet před bojem prapory v krvi popravených vězňů. Neprávem jsou mu připisovány i další zločiny, jako např. upalování zajatců v kotli parního stroje, jichž se však dopouštěli jiní bělogvardější vůdci, zvláště Semjonov.
V březnu 1921 se Číňané pokusili o útok na oddíly Ungern von Sternberga z jihu, z Vnitřního Mongolska. V bitvě u Čojru však byly čínské jednotky zdecimovány, a tak se Číňané začali obávat, že Ungern von Sternberg napadne Peking.

### Útok Rudé armády na Ungernovo Mongolsko
Bolševici měli už od roku 1917 zájem na vytvoření satelitního komunistického státu na území Mongolska. Po zažehnání hrozeb uvnitř Ruska se jejich zrak obrátil k Ungernovu Mongolsku. 28. června 1921 vpadla Rudá armáda na území Vnějšího Mongolska spolu s mongolskými oddíly vedenými Süchbátarem a 5. července 1921 její jednotky vstoupily do Chüré. Hlavní město sice padlo, ale Ungernovy síly byly stále přítomny na území Mongolska. Ungern se stáhl na Sibiř, svoje vojsko přeskupil, spojil se s bývalým spojencem Semjonovem a zbývajícími Japonci. Jeho armáda pak čítala okolo tří tisíc mužů. Dokázal dobýt několik měst, ale vědom si síly Rudé Armády stáhl se zpátky do Mongolska a vyhlásil místní boj proti komunismu. Armáda se však začala rozpadat a mnoho vojáků zamířilo jako mnoho dalších bílých do emigrace do Mandžuska. Jeho velení se úplně zhroutilo a sám Ungern byl 20. srpna 1921 zajat sovětskými vojáky.

## Smrt
Dne 15. září 1921 proběhl v Novonikolajevsku (dnešní Novosibirsk) s Ungern von Sternbergem pětihodinový proces. Z propagačních důvodů se proces nekonal v Irkutsku, ale Novonikolajevsku (Novonikolajevsk byl v té době nejvýznamnější město Sibiře) a dostalo se mu velké publicity. Ungern von Sternberg byl obžalován z jednání v zájmu Japonska, ozbrojeného boje proti bolševikům, teroru a zvěrstev. Kromě jednání v zájmu Japonska se přiznal ke všem bodům obžaloby.
Ungern von Sternberg byl tribunálem shledán vinným ve všech třech bodech obžaloby a ještě ten den zastřelen.